# Racing Club Flacé Mâcon
Le Racing Club Flacé Mâcon est un club de football féminin français basé à Mâcon et fondé en 1984. 
Les Mâconnaises atteignent pour la première fois de leur histoire la Division 1 en 1986, puis les demi-finales de la compétition en 1989 avant de connaitre une période plus difficile au début des années 1990, qui ramène le club en Ligue de Bourgogne après sept saisons au plus haut niveau. Le club stagne dans les années 2000, avant de remonter en seconde division en 2009.
L'équipe fanion du club, entrainée par Maurice Robot, participe au championnat de Division d'Honneur et évolue au stade Pierre Guérin. L'équipe masculine du club fondé en 1959, n'a jamais réussi à percer au niveau national.

## Palmarès
Le tableau suivant liste le palmarès du club actualisé à l'issue de la saison 2011-2012 dans les différentes compétitions officielles au niveau national et régional.
| Compétitions régionales     | Équipes de jeunes           |
| Votre aide est la bienvenue | Votre aide est la bienvenue |

## Bilan saison par saison
Le tableau suivant retrace le parcours du club depuis sa création en 1984.
| Édition   | Division 1     | Division 2             | Division 3                       | Divisions Régionales | Coupe de France   |
| 1984-1986 | -              | Championnat inexistant | Championnat inexistant           | …                    | Coupe inexistante |
| 1986-1987 | 5e (Gr. B)     | Championnat inexistant | Championnat inexistant           | -                    | Coupe inexistante |
| 1987-1988 | 6e (Gr. B)     | Championnat inexistant | Championnat inexistant           | -                    | Coupe inexistante |
| 1988-1989 | Demi-finaliste | Championnat inexistant | Championnat inexistant           | -                    | Coupe inexistante |
| 1989-1990 | 4e (Gr. A)     | Championnat inexistant | Championnat inexistant           | -                    | Coupe inexistante |
| 1990-1991 | 6e (Gr. B)     | Championnat inexistant | Championnat inexistant           | -                    | Coupe inexistante |
| 1991-1992 | 3e (Gr. A)     | Championnat inexistant | Championnat inexistant           | -                    | Coupe inexistante |
| 1992-1993 | 11e            | -                      | Championnat inexistant           | -                    | Coupe inexistante |
| 1993-2001 | -              | …                      | Championnat inexistant           | …                    | Coupe inexistante |
| 2001-2002 | -              | -                      | Championnat inexistant           | 2e (CIR Gr. D)       | non connu         |
| 2002-2003 | -              | -                      | 8e (Gr. C)                       | -                    | non connu         |
| 2003-2004 | -              | -                      | 7e (Gr. C)                       | -                    | 8e de finale      |
| 2004-2005 | -              | -                      | 6e (Gr. B)                       | -                    | non connu         |
| 2005-2006 | -              | -                      | 9e (Gr. B)                       | -                    | non connu         |
| 2006-2007 | -              | -                      | -                                | non connu            | 16e de finale     |
| 2007-2008 | -              | -                      | 1er (Gr. C) 4e (Tournoi Final 2) | -                    | 1er Tour Fédéral  |
| 2008-2009 | -              | -                      | 1er (Gr. B)                      | -                    | 2e Tour Fédéral   |
| 2009-2010 | -              | 10e (Gr. A)            | -                                | -                    | 1er Tour Fédéral  |
| 2010-2011 | -              | 7e (Gr. C)             | Championnat inexistant           | -                    | 16e de finale     |
| 2011-2012 | -              | 10e (Gr. C)            | Championnat inexistant           | -                    | 16e de finale     |
| 2012-2013 | -              | 12e (Gr. C)            | Championnat inexistant           | -                    | 1er Tour Fédéral  |
| 2013-2014 | -              | -                      |                                  | -                    | 32e de finale     |
| 2014-2015 | -              | -                      | 1er (Gr. B)                      | -                    | 1er Tour Fédéral  |
| 2015-2016 | -              | 11e (Gr. C)            |                                  |                      | 1er Tour Fédéral  |
| 2016-2017 | -              | -                      |                                  | -                    |                   |